# RS-423 (route du Brésil)
Pour les articles homonymes, voir RS-423 et Route 423.
Au Brésil, la RS 423 est une route locale du Centre-Est de l'État du Rio Grande do Sul qui relie la municipalité de Progresso à la BR-386, sur la commune de Marques de Souza. Elle dessert ces deux seules villes, et est longue de 23 km.